# Acmadenia latifolia
Acmadenia latifolia är en vinruteväxtart som beskrevs av I. Williams. Acmadenia latifolia ingår i släktet Acmadenia och familjen vinruteväxter. Inga underarter finns listade i Catalogue of Life.